# Grimsby
För andra betydelser, se Grimsby (olika betydelser).
Grimsby är en hamnstad i grevskapet Lincolnshire i England. Staden är huvudort i kommunen North East Lincolnshire och ligger vid mynningsviken Humbers utlopp i Nordsjön, på den engelska östkusten. Den är belägen cirka 48 kilometer nordost om Lincoln och cirka 26 kilometer sydost om Kingston upon Hull. Tätortsdelen (built-up area sub division) Grimsby hade 88 243 invånare vid folkräkningen år 2011.

## Historia
Staden grundades av danerna på 800-talet. Grundaren var en dansk fiskare vid namn Grim, därav Grimsby. Grimsby nämndes i Domedagsboken (Domesday Book) år 1086, och kallades då Grimesbi.
Grimsby utvecklades till en stor hamnstad. Vid mitten av 1900-talet hade staden världens största fiskeflotta.

## Sport
Det lokala fotbollslaget heter Grimsby Town FC och är den enda fotbollsklubben från Lincolnshire som spelat i engelska högsta divisionen.